# Lucius Cornelius Lentulus Crus
Lucius Cornelius Lentulus Grus, född före 97 f.Kr., död 48 f.Kr. i Egypten, var en romersk politiker.
Lentulus Crus var konsul 49 f.Kr. och skickades österut av senaten till provinsen Asia. Han återvände med två legioner för att understödja Pompejus i inbördeskriget. Efter slaget vid Farsalos flydde Lentulus Crus tillsammans med Pompejus till Egypten där de mördades. 
Han var bror till Publius Cornelius Lentulus Spinther.